# Frans van Noorden
Franciscus Martinus (Frans) van Noorden (Amsterdam, 27 april 1887 – Utrecht, 30 juni 1961) was een Nederlands schilder, tekenaar, boekbandontwerper en lithograaf.

## Levensloop
Van Noorden volgde van 1907 tot 1910 een avondcursus aan de Rijksakademie van beeldende kunsten in Amsterdam.
Hij is vooral bekend als illustrator en ontwerper van boekbanden voor kinderboeken en oogstte ook succes met de boekomslagontwerpen voor de detectiveromans van Ivans bij uitgeverij A.W. Bruna en Zoon in Utrecht. Hij verzorgde ook opdrachten voor de uitgeverijen: AE. Kluwer, C.F. Callenbach, St. Gregoriushuis, Kluitman, Het Spectrum, C. Misset en De Haan.
Hij was lid van de kunstenaarsvereniging Sint Lucas in Amsterdam.

## Werk (selectie)

### Detectiveromans voor de Geoffrey Gill-serie van Ivans
- De man uit Frankrijk
- Het spook van Vöröshegy (2e druk 1921; heruitg. 1974, 2e druk 2020)
- De medeplichtigen (1919)
- Het verloren spoor (1918)
- Aan den rand van het bosch (1919)
- De schaduw (1920, 2e druk 1921; heruitg. 1974)
- Het spinneweb (heruitg. 1973)
- De ijskoningin (1921)
- De dubbelganger (1921, heruitg. 2020)
- De eerste schreden (1922)
- De donkere poort (1922)
- De man op den achtergrond (3e druk 1923 ?)

### A.M. van Oudenbosch door N.V. de R.K. Boek-Centrale Amsterdam
- Na lijden komt verblijden (192- ?)

### Kinderboeken van H. Wolffenbuttel-van Rooijen
- De wonderlijke reis van Leloe Swalijs
- Leloe is thuis
- Het verloren schaap (medeauteur Ida Keller)

### Jongensboeken
- Piet's groote reis (1920)
- De toren van Beukenhorst (1922)
- Jan Brummel’s leertijd (1923)[1]
- De lobbes (1924)
- Een zomervacantie bij de grenzen (1903 en 1918, heruitg. 2014 en 2019)
- Frank Vrijdag (1915)
- Het Kamp in de Duinen
- Arendskop (1920)
- Om twee Schitteroogjes (3e druk 1919)
- Het geheim van Zandhof (1925, heruitg. 2020)

### Overig
- Lots dwaze tijd (1915)[2]
- Het boek van Jeremias, die Michiel heette (1916)[3]
- Elke maand een ander dier, z.j.[4]

- Biografisch Portaal: 98104437
- Digitale Bibliotheek voor de Nederlandse Letteren: noor124
- Gemeinsame Normdatei: 1217677240
- International Standard Name Identifier: 0000 0003 9329 7220
- Nederlandse Thesaurus van Auteursnamen: 07059290X
- RKD-Nederlands Instituut voor Kunstgeschiedenis: 59857
- Virtual International Authority File: 287545956
- WorldCat: E39PBJvxyHMQHW6r8g4RXwYpT3